# Sega TeraDrive

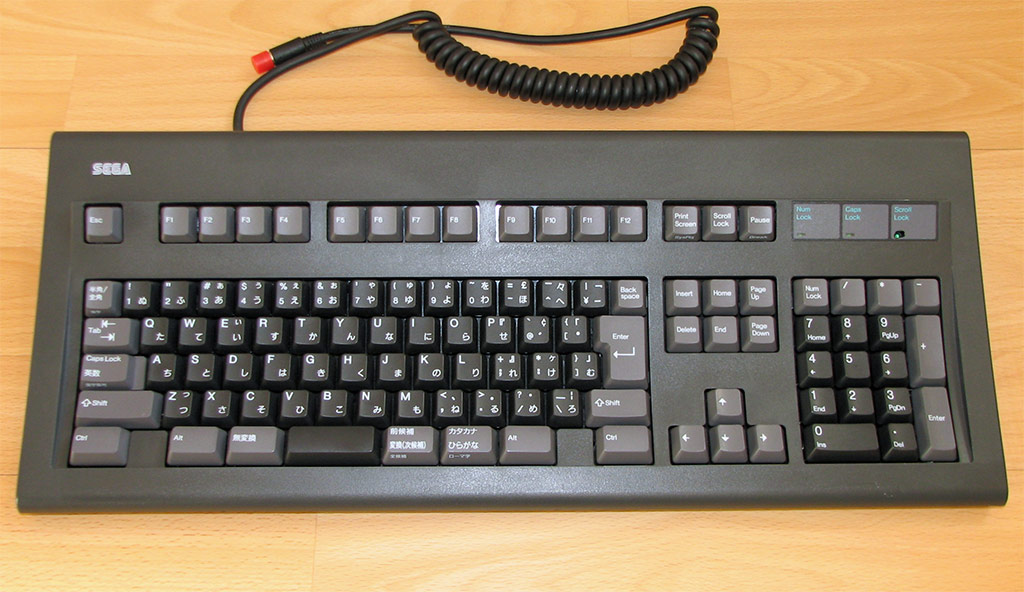
Tastiera originale

Il TeraDrive (テラドライブ?), anche noto come Sega TeraDrive o IBM TeraDrive, è un personal computer prodotto da SEGA e IBM Giappone, costituito da un PC IBM basato su Intel 80286 con integrata una console Sega Mega Drive. È stato commercializzato nel 1991 solamente in Giappone.
Un prodotto simile, chiamato Amstrad Mega PC e creato da Sega e Amstrad, è stato poi commercializzato in Europa e Australia a partire dal 1993.

## Storia
Dopo il moderato successo del suo primo home computer, SC-3000 (1983), Sega volle tentare di nuovo di entrare nel mercato dei computer, ma stavolta collaborando con un'altra azienda esperta nel ramo. Sega avrebbe invece contribuito con la propria esperienza nel campo dei videogiochi, per cui cercò una socia che al contrario fosse novizia in campo videoludico, e la trovò nell'IBM.
La collaborazione portò all'uscita nel 1991 del TeraDrive, un ibrido tra PC e console, con le relative componenti capaci di interagire in tempo reale tra loro. La macchina è in grado di eseguire sia le cartucce da gioco del Mega Drive, sia generico software su floppy disk o disco rigido.
L'hardware principale fu fabbricato dalla IBM ed è robusto, come era tipico dei suoi prodotti. Anche la tastiera IBM giapponese a 106 tasti, marchiata Sega, è di tipo professionale e resistente. Il monitor marchiato Sega è di fabbricante sconosciuto, mentre il resto del sistema è prodotto dalla Sega: il mouse è simile o identico a quello del Mega Drive, il gamepad a tre pulsanti è apparentemente identico a quello della console. Per quanto riguarda il software, l'IBM sviluppò anche i driver e il sistema operativo.
Uno dei pochissimi software applicativi pubblicati ufficialmente per TeraDrive fu Puzzle Construction, un videogioco rompicapo con blocchi cadenti, eseguito sull'hardware Mega Drive, ma con un editor lato PC per modificarne le caratteristiche.
Il TeraDrive si basava su un hardware datato, dato che il Mega Drive era uscito già da qualche anno in Giappone (1988) e i PC con microprocessore Intel 80286 erano superati di due generazioni da quelli con Intel 80486DX, già sul mercato.
Le vendite furono limitate, tanto che il TeraDrive è poi divenuto un sistema storico raro, molto ambito dai collezionisti.
Fuori dal Giappone rimase semisconosciuto anche all'epoca, nonostante il Mega Drive continuasse ad avere grande successo mondiale. Sega ritentò infatti un progetto simile in Europa con l'Amstrad Mega PC (1993), di nuovo con poco successo.

## Caratteristiche
Il sistema è costituito da due parti hardware separate e interagibili fra loro, utilizzabili contemporaneamente. Sul pannello frontale sono disposte, fra le altre cose, lo slot per le cartucce dei videogiochi per Sega Mega Drive e due porte per gamepad.
Dati tecnici:
- Processori:
  - Intel 80286 a 10 MHz
  - Motorola 68000 a 7,6/10 MHz
  - Zilog Z80 a 3,58 MHz
- RAM: 640 kB (espandibile fino a 2,5 MB)
- Supporto memorizzazione, a seconda del modello:
  - 1 o 2 lettori floppy disk;
  - hard disk da 30 MB.
- Grafica:
  - PC VGA, 640x480 a 16 colori o 320x200 a 256 colori
  - Mega Drive 320x224 a 64 colori
- Sistema operativo:
  - IBM DOS J4.0/V, con pieno supporto per i caratteri giapponesi e driver per l'hardware Mega Drive.[2]

I driver IBM inclusi permettono al software PC opportunamente sviluppato di caricarsi in RAM ed essere eseguito nativamente sull'hardware del Mega Drive. Il monitor del TeraDrive supporta la frequenza a bassa e alta risoluzione (15 e 31 kHz), in modo da poter visualizzare software per Mega Drive e per PC.

## Modelli
Sono stati creati tre modelli, dotati di hardware leggermente differente: il primo (Model 1) dotato di 640 kB di RAM e 1 lettore floppy; il secondo (Model 2) di 1 MB di RAM e due lettori floppy; un terzo (Model 3) dotato di 1 lettore floppy, 2,5 MB di RAM e un hard disk da 30 MB. Vennero venduti rispettivamente a 148.000, 188.000 e 248.000 yen, escluso lo schermo standard venduto separatamente a 79.800 yen.